# Langenfelder Wasserfall
Der Langenfelder Wasserfall ist ein Wasserfall bei Langenfeld, einem Ortsteil der Stadt Hessisch Oldendorf im Landkreis Hameln-Pyrmont in Niedersachsen.
Der 15 Meter hohe Wasserfall, der als Naturdenkmal ausgewiesen ist, liegt am nördlichen Rand des Naturschutzgebietes Hohenstein im Süntel.
Er ist Teil des Höllenbachs, der über den Rohd(en)er Bach der Weser zufließt, und der höchste natürliche Wasserfall in Niedersachsen.